# サツキ (カバ)
サツキ（1971年5月20日 - 2011年4月16日）は、東京都台東区の恩賜上野動物園で飼育されていたメスのカバである。上野動物園生まれのサツキは、歯磨きのイベントに登場するなどして来園者の人気を集めていたが、2011年3月11日に発生した東日本大震災に驚いて脚を痛め、その後症状が悪化して死亡した。

## 生涯
1971年に上野動物園で、父「デカオ」と母「ナゴヤ」の間に最初の子として生まれた。デカオは第二次世界大戦後の1952年にケニアから来園し、上野動物園の人気者として長く親しまれたカバで、サツキはデカオの血を引く最後の子だった。サツキは通常のカバの出産とは異なり、水中ではなく陸上で生まれたカバでそのまま3日間にわたって陸上で哺乳を受けた。
サツキは上野動物園で、1985年に札幌市の円山動物園から来園したオスの「ジロー」（1983年6月17日生）とともに暮らしていた。夫婦仲はよく、人懐こい性格で来園者がカメラを向けると大口を開けて見せることもあった。幼少時のサツキは神経質で臆病な性質だったが、成長後には立派な母親となった。生涯で6頭の子を生んでいたが、そのうち5頭は育つことができず、2011年5月の段階で生存しているのは、サツキがジローと同居する前の6歳だった時に生み、その後沖縄こどもの国に移動した「モモエ」のみだった。
上野動物園では2011年2月23日から、カバ来園100周年を記念した企画展「河馬博覧会-かば祭り in Ueno Zoo-」を開催していた。そのころのサツキは食欲旺盛で、毎朝おからや干し草などの飼料を15.5キロも平らげていた。企画展の記念イベントでは、飼育係とともに「歯磨き」の実演を行った。
2011年3月11日に東日本大震災が発生した時に、プール内にいたサツキは動揺して足元がおぼつかない状況になった。夕方にプールから出ようとした際に段差で滑り、左の前脚を捻挫してしまった。当時のサツキは2.5トンの体重があり、脚の支えがないと内臓が体全体を圧迫して体全体の機能が低下する恐れがあった。そのため脚部に負担をかけないようにとの配慮からプール内で治療を続けていたが、その後も何度も段差でつまづいたり、歩行に時間がかかるようになったりしていた。動物園側では様子を見守っていたが、脚の捻挫は化膿性関節炎に悪化した。4月9日には食欲がなくなり、4月16日19時過ぎには死亡を確認した。
死亡時で39歳11か月だったサツキは、人間の年齢に換算すると80歳代だった。サツキは当時の日本国内で6番目に高齢なカバだった。カバの寿命は野生で40年から45年、飼育下で45年程といわれ、動物園の飼育担当者は「震災がなければあと2、3年は生きられたはず」とその死を惜しんだ。4月18日午後には園内に追悼コーナーが設けられ、多くの来園者がその死を悼んだ。 
同年9月23日には、上野動物園内で2010年9月から2011年9月までの1年間に死亡した動物たちの「動物慰霊祭」が執り行われた。サツキはその中の代表慰霊動物に選ばれて、弔辞が述べられている。